# Кумики
Кумиките са един от най-големите народи на руската република Дагестан. Говорят на кумикски език, който спада към тюркските езици. Живеят също в Северна Осетия (Моздокски район) и Чечения (в северната част на републиката).
Предполага се, че Птолемей ги споменава под името „ками“ или „камак“. Според някои учени кумиките са наследници на хазарите и са се заселили на територията на Дагестан през 8 век.
Кумикският език е изпълнявал ролята на междуобщностен език в района преди присъединяването на Дагестан към Русия. Диалектите на кумикския език са: буйнакски, кайтагски (говорен от племето кайъ, от което произлиза и Осман I), предпланински, терски и хасавюртовски.